# The Half-Breed's Way
The Half-Breed's Way è un cortometraggio muto del 1912 diretto da Tom Ricketts, prodotto dalla Nestor.

## Produzione
Il film fu prodotto dalla Nestor Film Company.

## Distribuzione
Distribuito dall'Universal Film Manufacturing Company, il film - un cortometraggio di una bobina - uscì nelle sale cinematografiche USA il 3 giugno 1912.